# Euceros coxalis
Euceros coxalis är en stekelart som beskrevs av Barron 1978. Euceros coxalis ingår i släktet Euceros och familjen brokparasitsteklar. Inga underarter finns listade i Catalogue of Life.